# Barbara Horvath

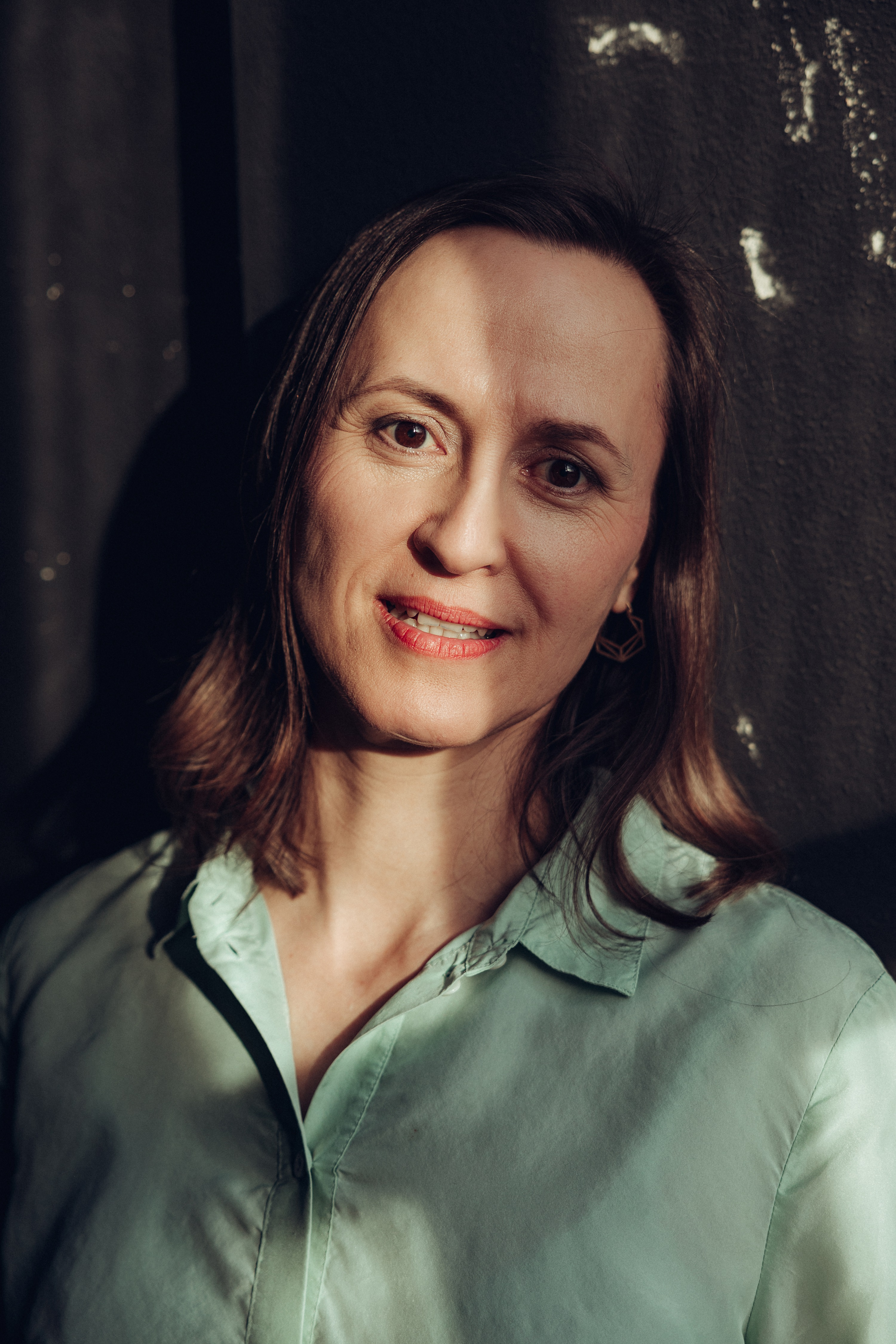
Barbara Horvath (2024). Foto: Joel Heyd

Barbara Horvath (* 1973 in Oberwart) ist eine österreichische Schauspielerin.

## Leben
Barbara Horvath wuchs zweisprachig (deutsch, ungarisch) in Unterwart/Alsóőr (Burgenland) auf. 1993 bis 1996 studierte sie an der Schauspielschule des Wiener Volkstheaters, 1993 bis 2000 erhielt sie ihre Gesangsausbildung bei Rudolf Olster. Von 2007 bis 2015 war Barbara Horvath künstlerische Leiterin der Schauspielakademien NÖ und Dozentin an der Schauspielakademie Melk.
Neben Auftritten in Film und Fernsehen und der Arbeit als Sprecherin für Ö1, hat Barbara Horvath, unter anderem, an folgenden Häusern gearbeitet: Rabenhof Theater, Schauspielhaus Wien, Burgtheater Wien, Ensemble Theater Wien, Theater der Jugend in Wien, Sophiensaele Berlin, Rotterdamse Schouwburg, Wiener Festwochen. Von 2015 bis 2019 war Barbara Horvath Ensemblemitglied am Theater Basel und war u. a. in Engel in Amerika, Ödipus, Heuschrecken und Drei Schwestern (eingeladen zum Theatertreffen Berlin 2017) zu sehen. Seit der Spielzeit 2020/21 ist sie festes Ensemblemitglied am Residenztheater München (Bayerisches Staatsschauspiel).
Barbara Horvath ist mit dem Schauspieler Helmut Berger verheiratet und Mutter eines Sohnes.

## Theater (Auswahl)

### Echoraum Wien
- 2010: egmont ein Stück. Von Ernst Jandl. Inszenierung: Joseph Hartmann[5]

### Schauspielhaus Wien
- 2012: Makulatur (als Architektenfrau und Lehrerin). Von Paulus Hochgatterer. Inszenierung: Barbara-David Brüesch[6][7][8]
- 2012: Der Seidene Schuh oder Das Schlimmste trifft nicht immer zu (als Dona Musica). Von Thomas Arzt, Jörg Albrecht, Anja Hilling und Tine Rahel Völcker nach Paul Claudel. Inszenierung: Gernot Grünewald / Mélanie Huber / Christine Eder / Pedro Martins Beja[9][10][11][12]
- 2014: Was es bedeutet baden zu gehen (als Franziska). Von Bastian Sistig (Uraufführung). Inszenierung: Sebastian Schug[13][14][15]

### Theater Basel
- 2015: Engel in Amerika (als Hannah Porter Pitt / Rabbi Isidor Chemelwitz / Henry / Ethel Rosenberg / Alexej A. Prelapsarianow / Der Engel Asiatica). Von Tony Kushner. Inszenierung: Simon Stone[16][17][18][19]
- 2016: Was ihr wollt (als Olivia). Von William Shakespeare. Inszenierung: Julia Hölscher
- 2016: Drei Schwestern (als Olga). Nach Anton Pawlowitsch Tschechow. Inszenierung; Simon Stone
- 2017: Idomeneus (Ensemble). Von Roland Schimmelpfennig. Inszenierung: Miloš Lolić
- 2017: Klub Roter Oktober -Brave New World. Lesung nach dem Roman Schöne neue Welt von Aldous Huxley
- 2018: Die Verschwörerin (als Silvia Magnus, die Verschwörerin). Von Joël László. Inszenierung: András Dömötör
- 2019: Hotel Strindberg (div. Rollen) Von Simon Stone nach August Strindberg. Inszenierung: Simon Stone (Eine Koproduktion des Theaters Basel mit dem Burgtheater Wien)[20][21]
- 2019: Hexenjagd (als Elisabeth Proctor). Von Arthur Miller. Inszenierung: Robert Icke[22]
- 2020: Graf Öderland (als Elsa / Ein Gendarm / Der greise Staatspräsident). Nach Max Frisch. Inszenierung: Stefan Bachmann[23]

### Burgtheater Wien
- 2018: Hotel Strindberg (div. Rollen) Von Simon Stone nach August Strindberg. Inszenierung: Simon Stone (Eine Koproduktion des Burgtheaters Wien mit dem Theater Basel)[24]

### Residenztheater München
- 2019: Drei Schwestern (als Olga). Nach Anton Pawlowitsch Tschechow. Inszenierung; Simon Stone (Übernahme der Uraufführungsinszenierung vom Theater Basel)[25][26][27][28]
- 2019: Abfall, Bergland, Cäsar - Eine Menschensammlung (Solo-Stück). Von Werner Schwab. Inszenierung: Katrin Hammerl[29][30]
- 2020: Das Erdbeben in Chili (Ensemble). Nach der gleichnamigen Novelle von Heinrich von Kleist. Inszenierung: Ulrich Rasche[31]
- 2021: Unsere Zeit (als Ruth). Von Simon Stone nach Motiven von Ödön von Horváth (Uraufführung/Auftragswerk). Inszenierung: Simon Stone[32][33][34][35][36][37]
- 2021: Graf Öderland (als Elsa / Ein Gendarm / Der greise Staatspräsident). Nach Max Frisch. Inszenierung: Stefan Bachmann (Übernahme der Inszenierung vom Theater Basel)[38]
- 2021: Agnes Bernauer (als Arbeiterin / Bub). Von Franz Xaver Kroetz. Inszenierung: Nora Schlocker[39][40]
- 2021: Die Träume der Abwesenden (als Ada, Simons Frau). Nach Judith Herzberg. Inszenierung: Stephan Kimmig[41][42][43][44]
- 2022: Die Affäre Rue de Lourcine (als Justine). Von Eugène Labiche. Inszenierung: Andras Dömötor[45][46][47][48][49][50]
- 2022: (Nicht)Mütter! – Ein kollektives Rechercheprojekt. Von: Marie Gimpel, Barbara Horvath, Friederike Meisel und Lisa Stiegler. Inszenierung; Theresa „BiMän“ Bittermann, Sara Dec[51][52][53][54]
- 2022: All Together Now! Happening-Gala für nachhaltige Gemeinsamkeit von und mit Schorsch Kamerun und verschiedensten Mitstreiter*innen[55]
- 2022: Engel in Amerika (als Hannah Porter Pitt / Rabbi Isidor Chemelwitz / Henry / Ethel Rosenberg / Alexej A. Prelapsarianow / Der Engel Asiatica). Von Tony Kushner. Inszenierung: Simon Stone (Übernahme vom Theater Basel)[56][57][58]
- 2022: Agamemnon (als Kassandra / Chor). Nach Aischylos. Inszenierung: Ulrich Rasche, Residenztheater München & Athens – Epidaurus Festival[59][60]
- 2023: Erfolg (als Baronin von Reindl). Nach Lion Feuchtwanger – bearbeitet von Barbara Sommer und Stefan Bachmann. Inszenierung: Stefan Bachmann[61][62][63]
- 2023: Bavaria (als Eva). Von Guillermo Calderón. Inszenierung: Guillermo Calderón[64]
- 2023: Die Fliegen (als Pädagogin). Von Jean-Paul Sartres mit einem Prolog und Epilog von Thomas Köck. Inszenierung: Inszenierung: Elsa-Sophie Jach[65][66][67][68][69]
- 2024: Moby-Dick (als Kapitän Ahab). Nach Herman Melville. Inszenierung: Stefan Pucher[70][71][72]
- 2024: Ein Sommernachtstraum (als Petra Squenz). Nach William Shakespeare. Inszenierung: Stephan Kimmig[73][74][75][76][77]
- 2024: Die Gewehre der Frau Carrar / Würgendes Blei (als Teresa Carrar, eine Fischerfrau). Von Bertolt Brecht als Fortschreibung von Björn SC Deigner. Inszenierung: Luise Voigt[78][79][80][81][82]
- 2025: Romeo und Julia (als Lady Capulet). Von William Shakespeare. Inszenierung: Elsa-Sophie Jach[83]

## Hörspiele (Auswahl)
- 2019: Die kalte Schulter (als Erzählerin). Von Markus Werner. Regie: Reto Ott (Schweizer Radio und Fernsehen (SRF) / Südwestrundfunk)[84]
- 2021: Der Untergang der Stadt Passau (als Eva P.) Von Carl Amery. Regie: Bernadette Sonnenbichler (Bayerischer Rundfunk)[85]

## Filmographie (Auswahl)
- 2017: Drei Schwestern (als Olga). Nach Anton Pawlowitsch Tschechow. Inszenierung: Simon Stone (3sat-Fernsehaufzeichnung der Uraufführungsinszenierung vom Theater Basel)[86]

## Ehrungen und Auszeichnungen
- 2016: Österreichischer Nestroy-Theaterpreis mit Ensemble für "Engel in Amerika" als "Beste deutschsprachige Aufführung" (Theater Basel)
- 2016: Einladung zum Schweizer Theatertreffen mit Ensemble für "Engel in Amerika" (Theater Basel)
- 2017: Einladung zum Berliner Theatertreffen mit Ensemble für Drei Schwestern (Theater Basel)
- 2017: Einladung zum Schweizer Theatertreffen mit Ensemble für Drei Schwestern (Theater Basel)
- 2017: Stück des Jahres (Theater heute) mit Ensemble für Drei Schwestern (Theater Basel)
- 2017: Nominierung für Nestroy-Theaterpreis für Drei Schwestern (Theater Basel) als beste Aufführung im deutschsprachigen Raum
- 2019: Einladung zum Berliner Theatertreffen mit Ensemble für Hotel Strindberg (Theater Basel)[87]
- 2021: Einladung zum Berliner Theatertreffen mit Graf Öderland (Theater Basel / Residenztheater München)
- 2025: Nominierung für den Kurt-Meisel-Preis der Freunde des Residenztheaters e.V. für herausragende künstlerische Leistung
- 2025: Einladung zum Berliner Theatertreffen mit Die Gewehre der Frau Carrar / Würgendes Blei (Residenztheater München)